# Paractenopsyllus viettei
Paractenopsyllus viettei är en loppart som beskrevs av Klein 1965. Paractenopsyllus viettei ingår i släktet Paractenopsyllus och familjen smågnagarloppor. Inga underarter finns listade i Catalogue of Life.